# Marsella (Risaralda)
Marsella es un municipio del departamento de Risaralda, en el occidente de Colombia. Se encuentra ubicado a 33 kilómetros al noroeste de la ciudad de Pereira, la capital departamental. El territorio de Marsella se caracteriza por su topografía montañosa y es atravesado por importantes fuentes hídricas como los ríos Cauca y San Francisco.
Entre sus celebraciones más destacadas se encuentran las fiestas aniversarias, que se celebran del 18 al 20 de julio, y las fiestas del Amor y la Amistad, que tienen lugar durante el mes de noviembre.
Marsella forma parte del Paisaje Cultural Cafetero, declarado Patrimonio de la Humanidad por la UNESCO, y es considerado uno de los municipios más pintorescos y mejor conservados de la región . Su economía se basa principalmente en la agricultura, destacándose el cultivo de café, plátano, cítricos y cacao.
Entre sus principales atractivos turísticos se encuentran la Casa de la Cultura, que recientemente celebró su 50 aniversario como centro de promoción artística y cultural , el Jardín Botánico Alejandro Humboldt, que alberga una rica biodiversidad de flora y fauna , y el cementerio Jesús María Estrada, notable por su arquitectura que combina elementos góticos y barrocos.

## Historia
Fundada en 1860 se conoció inicialmente con el nombre de "Villa Rica de Segovia", y luego "Segovia", perteneció en un principio a la provincia de Robledo en el Departamento del Cauca y a partir de 1905 al Departamento de Caldas; denominándose Marsella desde el 8 de abril de 1915. Con la separación de los departamentos de Quindío y Risaralda del de Caldas, Marsella entró a hacer parte de los 14 municipios que conforman el Departamento de Risaralda en 1967.
Sus fundadores fueron Pedro Pineda y María Gregoria Muñoz, venidos ambos de la vecina población de Villamaría, quienes fueron invitando a otros paisas a ocupar estas tierras. También participaron en la fundación José Bedoya, Pedro Castaño, Estanislao Obando, Luis Betancur, Felipe Otálvaro, Félix Toro, Juana Toro, Enrique Muñoz, Nepomuceno Correa, Pedro Gonzáles, Cruz Jiménez y Carlos Morales.

## División Político-Administrativa
Además de su Cabecera municipal. Marsella tiene bajo su jurisdicción los siguientes Centros poblados:
- Alto Cauca
- Beltrán
- El Rayo
- Estación Pereira
- La Argentina
- Tacurrumbi

## Límites
Al norte con los municipios de Belalcázar y Chinchiná, al oriente con Chinchiná y Santa Rosa de Cabal, al Occidente con Belalcázar y La Virginia y al sur con los Municipios de Pereira y Dosquebradas.

## Ecología
Riegan sus tierras el río Cauca y el río San Francisco, que a su vez sirven de línea divisoria o de límites con los municipios vecinos. El río San Francisco recorre una extensión de 18 kilómetros y su cuenca hidrográfica comprende un área de 87 kilómetros cuadrados, según el informe ambiental de 1997 su estado general de conservación es regular. La Quebrada de la Nona antiguamente tenía un gran caudal, hoy es la fuente que surte al acueducto del municipio. La Quebrada el Guayabo que nace en el Alto de la Escalera en su recorrido surte de aguas a fincas con ganado, posee varias especies de peces como sabaletas, bocachicos, bagres y capitanes. La Santa Teresa, en la que se encuentra una fuente de agua salada, así mismo aparecen otras quebradas como las Tazas, la Arenosa, Carolina, los Chancos, la Mica, Sabaletas, Alegrías y la María.

## Sitios de interés
- Casa de la cultura, pieza artística del patrimonio nacional, ubicada en la esquina de plaza principal, con amplios salones con figuras y fragmentos de la época colonial y precolombina donde vamos a encontrar puertas, vasijas y diversos implementos de la época, así como partes de los hallazgos de las colonias nativas de la zona en diferentes secciones del recinto.
- Iglesia María Inmaculada, en el año de 1905 fue erigida parroquia por el señor Obispo de Manizales, Monseñor Nacianceno Hoyos, quedando con el nombre de parroquia de Segovia, dirigida por el padre Jesús María Estrada.
- Jardín Botánico, ubicado en la avenida vía Pereira. Es un lugar de recreación y de gran atractivo turístico por la diversidad de fauna y plantas.
- Galería, generalmente frecuentada los fines de semanas los habitantes del municipio que se trasladan desde las veredas.
- Alcaldía Municipal, uno de los principales edificios del marco de la plaza.
- El cementerio Jesús María Estrada, construido en 1928 y donde se mezclan varios estilos arquitectónicos como el barroco, el gótico, el romántico y el corintio, además de elementos del arte precolombino muisca.[4]
- Adicionalmente, el municipio de Marsella ha sido localización de producciones televisivas como Las hermanitas Calle del Canal Caracol, donde llaman al pueblo Villa Fuerte y Doña Bella, producción del Canal RCN, donde al pueblo lo nombran como Agua Hermosa.[5]

## Marselleses ilustres
Tomás Issa Álvarez (1925-2006): Profesor e ilustre marsellés que dejó una huella indeleble en los habitantes del municipio.
Monseñor Jesús María Estrada: Párroco del municipio, fue la persona que cedió la primera sede del Instituto Estrada, colegio que hoy lleva su nombre.
Kevin Castillo: Ciclista marsellés, ganador del Clásico RCN 2024.

## Servicios públicos
- Energía Eléctrica: Central Hidroeléctrica de Caldas (CHEC), del grupo EPM, es la empresa prestadora del servicio de energía eléctrica.
- Gas Natural: Efigas es la empresa distribuidora y comercializadora de gas natural en el municipio.

## Galería
|                                   |
| Interior de la Casa de la Cultura |

|                                   |
| Exterior de la Casa de la Cultura |

|                             |
| Entrada del Jardín Botánico |